# Voina i mir (Prokófiev)
Guerra i pau, op. 91 (en rus Война и мир, Voina i mir), és una òpera de Serguei Prokófiev amb epígraf coral, obertura i tretze escenes, el més sovint representades en dues parts («pau», escenes I a VIII, i «guerra», escenes IX a XIII), segons un llibret rus del mateix compositor i Mira Mendelssohn, basat en la novel·la homònima de Lev Tolstoi.
Degut a l'extrema longitud de la novel·la de Tolstoi, en un primer moment Prokófiev pensava en una òpera per a ser cantada en dues jornades consecutives; però canvià d'idea i l'abreujà de tal manera que es pogués representar en una única sessió, que és tal com actualment se sol fer. La novel·la és una amalgama de fets històrics del segle xix sobre les gestes de Napoleó a Rússia on es barregen els avatars de dues grans famílies russes: els Rostov i els Bolkonski, així com les seves relacions afectives i la seva actitud diferent davant la vida.
Els grans moments dramàtics amb la presència d'un importantíssim cor, la gran quantitat de personatges importants -amb el que comporta de vestuari i assajos-, li confereixen a aquesta òpera una dificultat que fa que pocs teatres es vegin en cor de representar-la. Tot i que es poden acoblar distints personatges, per la totalitat de 72 papers necessita un mínim de 37 solistes, pel que és sinó la més, com a mínim una de les òperes més complexes de tot el repertori.
Prokófiev, a diferència de Tolstoi, li dona un enfocament més cinematogràfic i àgil a base de prescindir de molts elements literaris mirant de lligar al màxim les diferents situacions amb un hàbil sistema d'encadenaments.

## Origen i context
Prokófiev treballà durant molts anys en el que seria el non-plus-ultra de la seva producció durant molts anys, de 1941 fins a la seva mort el 1953. El 1941, el Comitè d'Afers Artístics de Moscou, decidí evacuar a tots els músics i artistes en general de Moscou, a causa del perill que representava la proximitat dels alemanys a la capital. Prokófiev i Mira, al costat d'un grup de professors del conservatori partiren cap a Nàltxik, al Caucas, on s'establirien fins al 1943. El compositor deixava enrere una vida i l'havia canviat per una altra, Lina i els seus dos fills, s'havien quedat a Moscou suportant les vicissituds de la guerra. En aquest estat de depressió, Prokófiev començà a compondre la música l'estiu de 1941, impulsat per la invasió alemanya de la Unió Soviètica que havia començat el 22 de juny d'aquell estiu. El terme «escenes líric-dramàtiques» del llibret suggereix tant un homenatge a l'òpera Eugene Onegin de Txaikovski com un èmfasi en els individus i les seves emocions més que en la gran imatge d'un país en guerra.
Amb el suport de la seva segona esposa, Prokófiev escrigué Guerra i pau amb moltes expectatives. La novel·la homònima de Leon Tolstoi, era un clàssic entre el poble rus. Com avui, aleshores formava part de la literatura obligatòria a les escoles. Prokófiev sentia un gran afecte per aquesta obra, i tractà de conservar intacte el text de Tolstoi. En escriure el llibret de Guerra i pau, Mira recopilà els episodis més representatius de la novel·la, usualment escrivint una escena per capítol.
Les investigacions que realitzaren Mira i Prokófiev demostren la serietat amb què el compositor s'havia obligat a escriure aquesta obra. L'abril de 1942, Prokófiev ja havia acabat la reducció per a piano, dues escenes que han estat canviades de la versió original. Amb desitjos d'estrenar-la aviat, envià els esbossos a Moscou per a una avaluació oficial. La reacció del comitè d'artistes no fou tan positiva com ell hagués esperat. No obstant això, Xostakóvitx envià una carta immediatament expressant la seva admiració per la nova òpera. El Comitè opinà que les escenes de la segona part (Guerra) necessitaven un èmfasi més patriòtic i heroic. Prokófiev, que volia veure la seva obra mestra completada al més aviat possible, hi afegí marxes, cors i altres materials per satisfer el comitè. A més a més, compongué un pròleg coral que denominà epígraf, que emfatitza el desafiament de la gent russa davant de l'enemic.

## Representacions

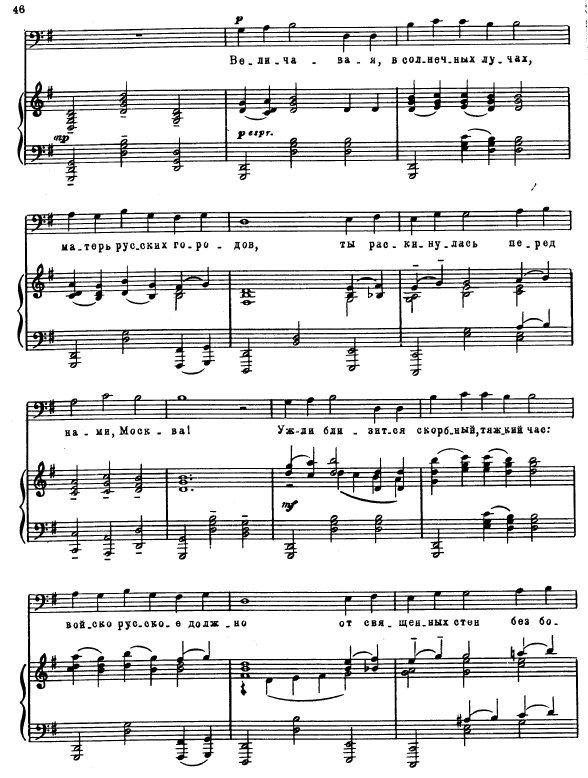
Partitura de l'ària de Kutuzov

Tot estava previst per la seva estrena el 1943 al Teatre Bolxoi de Moscou, amb la direcció artística de Sergei Eisenstein i la direcció d'orquestra de Samuïl Samossud. Però no fou així, només es feu una actuació privada de vuit escenes amb l'acompanyament de pianos al Centre d'Actors de Moscou el 16 d'octubre de 1944 i dirigida per Konstantin Popov, i una representació en concert de nou escenes, dirigides per Samossud, a la Gran Sala del Conservatori de Moscou el 7 de juny de 1945. De moment no hi havia cap teatre de Moscou que cregués que un projecte tan ambiciós fos representable en escena.
Guerra i pau no s'escenificà a Leningrad fins a dos anys després de la mort del compositor, reduït l'espectacle
a proporcions menys hiperbòliques i de major lògica teatral. Fou el 12 de juny de 1946, al Teatre Mali una altra vegada dirigida per Samossud, i és considerada normalment com l'estrena, ara amb l'escena 7 de la primera part estesa (el que actualment és la segona escena amb l'afegit del suggeriment de Samossud), juntament amb l'escena 8 i la primera escena de la segona part. La segona part, també amb una escena addicional (la 10), havia de ser representada el juliol de 1947, però després de l'assaig general es va suspendre "per raons més enllà del control del teatre i el compositor".
Després del decret Jdànov de febrer de 1948, Prokófiev començava a treballar en una versió escurçada de l'òpera, alhora fent diverses revisions al seu esquema original, encara que respectant l'estructura de tretze escenes. Aquesta versió s'estrenà el 26 de maig de 1953 al Teatro Comunale de Florència, dirigida per Artur Rodziński, dos mesos després de la mort del compositor. Les escenes 2 i 9 eren, tanmateix, omeses. L'estrena russa d'aquesta versió es produïa al Teatre Maly de Leningrad, l'1 d'abril de 1955, dirigida per Eduard Grikurov, en aquest cas amb l'omissió de les escenes 7 i 11. Les tretze escenes (però amb talls) es representaven finalment juntes el 8 de novembre 1957 al Teatre Stanislavski-Nemirovich-Danchenko a Moscou, sota la batuta d'Alexander Shaverdov. El 15 de desembre de 1959, les tretze escenes i l'epígraf s'estrenaven finalment sense cap retall (dirigit per Alexander Melik-Pashayev) al Teatre Bolxoi de Moscou, encara que fos precedit per una transmissió televisada als Estats Units de la NBC dirigida per Peter Herman Adler el 13 de gener de 1957.

### Estrenes a altres països
En altres països, la versió amb tretze escenes de l'òpera es realitzava primer a Alemanya (Bonn) i Bulgària (Sofia) el 1957, Sèrbia (Belgrad) el 1958, Croàcia (Zagreb) el 1961, la República Txeca (Liberec) el 1962, França (Théâtre des Champs-Élysées, París, en concert), Canadà (Montreal) i Anglaterra (Leeds, en concert) el 1967, Àustria (Òpera Estatal de Viena, dirigida per Mstislav Rostropóvitx) el 1971, (Austràlia (on inaugurà l'Òpera de Sydney) i Argentina (Teatro Colón, Buenos Aires) el 1973, Estats Units (Òpera de Boston) el 1974, Catalunya (Liceu, Barcelona) el 1977 i els Països Baixos (Amsterdam, dirigida per Edo de Waart) el 1991.
Al Gran Teatre del Liceu de Barcelona s'estrenà el 7 de desembre de 1977 amb una reducció que va quedar centrada
en dos actes de 13 quadres, alguns molt breus, gairebé simbòlics.

## Argument

### Part primera

#### Escena I
Primavera de 1809. En la seva visita per qüestions de negoci a la família Rostov, en una nit de lluna, el taciturn príncep Andrei Bolkonski remuga a la seva habitació. Escolta per casualitat l'alegre intercanvi entre Nataixa i la seva cosina Sònia i això l'anima. Andrei se sent atret per l'encantadora Nataixa.

#### Escena II
La nit del següent any nou, en un opulent ball a Sant Petersburg. Nataixa i Sònia són al ball, acompanyades del comte Rostov, pare de Nataixa, i de la padrina Maria Akhròsimova. Tots estan enlluernats amb Hélène, la meravellosa esposa de Pierre Bezukhov i amb el seu germà, el comte Anatole Kuragin. Andrei balla amb Nataixa i li confessa que el quedà captivat per la conversa que escoltà la primavera passada. El pare de Nataixa el convida que passi a visitar-los l'endemà.

#### Escena III
Dos anys després, Nataixa i Andrei estan compromesos per casar-se. El pare d'Andrei l'envia a l'estranger i durant la seva absència, Nataixa viatja a Moscou a conèixer als seus futurs parents. La princesa Maria Bolkònskaia, germana d'Andrei, rep a Nataixa fredament, parlant per parlar sobre rumors d'una possible guerra. El pare d'Andrei, el príncep Nikolai, inadvertidament interromp la visita i dona a entendre amb el seu comportament que no li agrada veure a Nataixa. Nataixa s'adona que el príncep Nikolai ha allunyat a Andrei amb la intenció de debilitar el compromís entre ells. Li enfuria la insinuació que ella no és prou noble per al seu aristocràtic promès.

#### Escena IV
Pocs mesos després, la família Rostov encara es troba a Moscou. Nataixa visita Hélène a casa. Encara que sàpiga que Nataixa està compromesa amb Andrei, Hélène li confessa que el seu germà Anatole està enamorat d'ella. El mateix Anatol es dirigeix a Natasha, li lliura una carta i, abans de sortir, li fa un petó. Afalagada i perplexa davant la sobtada atenció, Nataixa llegeix la carta en què Anatole li declara, de la forma més romàntica, el seu desesperat amor per ella. Sentint-se sola a causa de la prolongada absència d'Andrei, Nataixa s'entusiasma amb Anatol. Sònia tracta d'advertir-li que Anatole és un enamorat incorregible, però Nataixa no s'ho creu. El comte Rostov, preocupat per l'ambient de decadència moral, se'n porta la seva família a casa.

#### Escena V
Anatole fa un visita al seu amic, el tinent Dolokhov, que fou qui escriugué la carta d'amor a Nataixa. L'encapritxat Anatole, joiosament proclama que Nataixa ha accedit a escapolir-se amb ell. Dolokhov el reprèn, al·ludint al fet que ja és un home casat. Amb un gest, Anatole descarta les protestes de Dolokhov i ambdós s'encaminen sota la neu, rumb a la cita que Anatol té amb Nataixa.

#### Escena VI
Nataixa es troba a la casa de Maria Akhròsimova i descobreix que Sònia li ha explicat a la senyora Maria els plans que té de fugar-se amb Anatole. Quan aquest arriba buscant Nataixa, el lacai l'informa que se l'ha de conduir davant la senyora de la casa. Dolokhov l'ha previngut sobre una possible trampa i, ateses les sospitoses ordres del lacai, Anatol decideix escapar-se.

#### Escena VII
Maria confronta a la seva fillola sobre els plans que aquesta té de fugar-se i atribueix l'escandalosa conducta a la influència d'Hélène. Nataixa no es deixa intimidar. Pierre, el marit d'Hélène, arriba i Maria li explica el que va fer Anatol. Pierre promet que farà que Anatol se'n vagi de Moscou abans que es descobreixi la notícia de l'escàndol. Nataixa escolta quan Pierre esmenta que Anatol és un home casat. Pierre, que també sent afecte per Nataixa, es preocupa per haver-la pertorbat i se'n va. Nataixa, embogida, pren una dosi de verí, però després busca l'auxili de Sonya.

#### Escena VIII
Pierre es dirigeix a Anatol per convènce'l que surti de la ciutat per evitar un escàndol. Pierre se sent completament fastiguejat de gent com la seva dona i el seu cunyat i voldria poder viure segons els seus propis principis. El tinent coronel Denisov arriba, anunciant que les tropes de Napoleó s'han congregat al llarg de la frontera i que la guerra sembla imminent.

### Part segona

#### Escena IX
La vigília de la batalla de Borodinò, el 25 d'agost de 1812. En el camp de batalla, els homes es preparen per obrir trinxeres. Andrei medita sobre el desafortunat final del meravellós amor que hi hagué entre ell i Nataixa. Veu Pierre, en el seu càrrec d'observador civil, i els dos s'abracen. En començar la batalla, Andrei se'n va a comandar el seu propi destacament, amb la por que mai més veurà Pierre.

#### Escena X
El mariscal Kutúzov, comandant de les tropes russes, es troba assegut amb els seus consellers en una barraca de pagès. En una maniobra estratègica, Kutuzov decideix retirar-se de Moscou; disposat a perdre una batalla per poder guanyar la guerra. Medita sobre la profunda afecció dels russos cap a Moscou i sap perfectament que continuaran resistint la potència invasora.

#### Escena XI
Els francesos detenen Pierre i l'acusen de ser un "individu sospitós". Durant la seva detenció, Pierre coneix un granger anomenat Platon Karatàiev, l'indestructible patriotisme reflecteix la ferma voluntat del poble rus. Napoleó es presenta al mateix temps que es porten als presoners. Ell està frustrat i sorprès davant l'extraordinària resistència del poble. Presència, amb incredulitat, el moment en què els ciutadans cremen la seva pròpia ciutat.

#### Escena XII
Nataixa troba Andrei ferit en una barraca als afores de Moscou. Junts recorden el seu amor d'abans. Andrei mor amb Nataixa al seu costat.

#### Escena XIII
Els francesos es retiren durant les nevades de novembre. Obliguen als seus presoners, incloent a Pierre i a Karatàiev, a marxar amb ells. En el moment en què un guarda tiroteja a un granger, es tendeix una emboscada i els presoners vencen als francesos. Kutúzov es presenta anunciant que Rússia ha sortit victoriosa. Les seves tropes celebren en honor del seu comandant i al triomf rus.